# Thomas Curtis
Thomas Curtis, född den 9 januari 1873 i San Francisco, Kalifornien död den 23 maj 1944 i Nahant, Massachusetts, var en amerikansk friidrottare som vann 110 meter häck vid de första olympiska spelen 1896 i Aten.
På olympiadens första dag avancerade Curtis till 100-metersfinalen genom att vinna sitt heat med tiden 12,2 sekunder. Han drog sig senare ur för att kunna preparera sig för 110 meter häckloppet som var hans huvuddistans. Tävlingen blev ett personligt lopp mellan Curtis och britten Grantley Goulding sedan Frantz Reichel och William Welles Hoyt dragit sig ur. Vid starten fick Curtis en liten ledning, men Goulding var ikapp vid första häcken. Vid sista häcken ledde Goulding, men Curtis lyckades slänga sig över mållinjen först, måldomarna slog fast att Curtis vunnit med 5 centimeter, båda löparna hade tiden 17,6 sekunder.
Som amatörfotograf tog Curtis många värdefulla bilder i Aten.